# Биологическое потребление кислорода
Биохимическое потребление кислорода (БПК) — количество кислорода, израсходованное на аэробное биохимическое окисление под действием микроорганизмов и разложение нестойких органических соединений, содержащихся в исследуемой воде.
БПК является одним из важнейших критериев уровня загрязнения водоёма органическими веществами, он определяет количество легкоокисляющихся органических загрязняющих веществ в воде.
При анализе определяется количество кислорода, ушедшее за установленное время (обычно 5 суток — БПК5) без доступа света при 20°С на окисление загрязняющих веществ, содержащихся в единице объема воды. Вычисляется разница между концентрациями растворённого кислорода в пробе воды непосредственно после отбора и после инкубации пробы.
Как правило, в течение 5 суток при нормальных условиях происходит окисление ~ 70 % легкоокисляющихся органических веществ. Практически полное окисление (БПКполн или БПК20) достигается в течение 20 суток.
Для источников централизованного хозяйственно-питьевого водоснабжения (ГОСТ 2761-84) и водных объектов, используемых в рыбохозяйственных целях, БПКполн не должно превышать 3 мг О2/л, для водоемов культурно-бытового водопользования — 6 мг/л. Соответственно, предельно допустимые значения БПК5 для тех же водоемов равны 2 мг/л и 4 мг/л, соответственно.